# NGC 7467
NGC 7467 је елиптична галаксија у сазвежђу Пегаз која се налази на NGC листи објеката дубоког неба.
Деклинација објекта је + 15° 33' 17" а ректасцензија 23h 2m 27,4s. Привидна величина (магнитуда) објекта NGC 7467 износи 14,5 а фотографска магнитуда 15,5. NGC 7467 је још познат и под ознакама MCG 2-58-57, CGCG 430-53, NPM1G +15.0597, PGC 70310.